# 尾島さち子
尾島 さち子（おじま さちこ、本名：尾島 佐知子、5月17日 - ）は、日本のミュージカル女優。東京都出身。尚美学園音楽学科声楽専攻（ソプラノ）卒業。在学中、尚美コンクール声楽部門で1位受賞。身長153cm。血液型O型。
ミュージカル、時代劇、歌のお姉さん、MC、ダンス公演等、様々なジャンルの舞台で活躍。現在は、都立夢の島熱帯植物館イベントや国連主催のチャリティーコンサートを中心に活動。その他、Voicefullというボーカルグループを結成しオリジナルライブを開催している。

## 略歴
私立十文字学園中学校、同高等学校を卒業。バトントワリング部に4年間所属し、バトントワリング東京都大会で団体2位入賞。学園初、関東大会進出を果たした。
高校時代、KIEミュージカルスクールにて歌、バレエ、ジャズダンス、タップダンス等、ミュージカルの基礎を学ぶ。同時に尚美学園短期大学音楽学科声楽専攻にて角丸裕に師事。クラシック音楽を基礎に声楽を学び同学園に入学。在学中に尚美コンクール声楽部門で第一位受賞。初舞台である親子劇場『不思議な国のアリス』では主演アリス役に抜擢された。その後、ミュージカル、時代劇、歌のお姉さん、MC等の舞台を経験した後、演出家の三浦克也、俳優の夏夕介率いる劇団シアタージャパン入団。1期生として劇団立上げに参加した。
退団後は、コンサートやチャリティーライブを中心に活動。劇団シアタージャパンの同期メンバー4人でボーカルグループを結成し、年に1〜2回オリジナルライブを開催している。そのほか、ダンス公演やミュージカル公演にも多数ゲスト出演している。

### 人物・エピソード
- 尊敬する女優、歌手：土居裕子、リア・ミシェル（「glee」レイチェル役）、深津絵里、堀江美都子、オードリー・ヘプバーン
- 学生時代にバトントワリング団体競技で関東大会出場を果たした経験を持つ。
- かなりのウルトラマン好き。ウルトラ検定3級を取得している。ほかにも秘書検定3級、接客接遇検定準1級の資格を持っている。
- 「誰かの役に立てる歌をうたう」をモットーに、「私の声で世界中のたくさんの人に"愛"と"幸せ"を届けるために歌い続けて行きたい」とコメントしている（エンタメ市場 Summersonic11より）。
- 国際イベントに参加した際に新聞、WEBメディア各社に取り上げられ「舞台上での表現力はさすがである」と高評価を得ている（WebマガジンGlobal Communityより）。
- ファンに優しく、頼むとサインや写真もたいていの場合快く引き受けてくれる。
- ボーカルグループVoicefullの一員としてコーラスでの活動も多い。
- 舞台出演だけでなく、アナウンスとしても活躍している。

## 主な出演

### 舞台

#### ミュージカル・芝居
- ミュージカル「北原ミレイ物語〜歌こそ我が人生〜」（北原ミレイ役）
- 親子劇場ミュージカル「不思議な国のアリス」（アリス 役）
- 明治生命ミュージカル「麗しのサブリナ〜三姉妹物語〜」（三女 ロミ役）
- カゴメ劇場「ヘンゼルとグレーテル」（グレーテル役）
- ミュージカル「Salome」（松井須磨子 役）
- ミュージカル「Blue Plate Special」（柳看護婦 役）
- 中世歌物語「オーカッサンとニコレット」（妖精役）
- ミュージカル「夢がある限り」ドン・キ・ホーテより（ビアンカ・アントニア 役）
- ミュージカル「HAND IN HAND」（冴子 役）
- ミュージカル「ミヌース」（少女ビビ役）
- ミュージカル「ユタ」（少年ユタ 役）
- ストレートプレイ「鬼は外伝説」（桃太郎役）
- ミュージカル「風とシャオシの物語」（少年シャオシ 役）
- ミュージカル「オズの魔法使い」（ドロシー 役）
- ミュージカル「時間よ止まれ」（エヴィ 役）
- ミュージカル「手袋を買いに」（雪の精 他）
- ミュージカル「かしわ林の夜」（ストーリーテーラー他）
- グランワルツ公演 ポエティックミュージカル「クリスマスキャロル」 （ベル役）
- 虹のくにミュージカルカンパニー「末っ子ケイティの大きな夢」(エスター・リー役)
- ヌーベルアバンセ主催　エルズミュージカル「カンバスの先に」（みずえ役）
- 新宿コマ劇場　大月みやこ座長公演（時代劇・歌謡ショーダンサー）
- 新宿コマ劇場　香西かおり座長公演（時代劇・歌謡ショーダンサー）
- 松竹プロモーション「水の華」（圭太役）

#### コンサート・ライブ
- 夢の島熱帯植物館 コンサート　レギュラー
- 国連Youth for Human Rights主催 チャリティーライブイベント
- 観光庁後援国際交流イベント「世界の仲間と歌おう 国際紅白歌合戦」
- 国連Youth for Human Rights主催 東日本大震災復興支援 宮城県チャリティーライブイベント
- Team Voicefull オリジナルライブ
- 再現型シアターコンサート 1824 「第九」ソプラノソリスト役
- 子供劇場劇場「たいらいさおのお父さんと歌おう」歌のお姉さん
- 川越プリンスホテル主催　サロンコンサート
- ヌーベルアバンセ　サロンコンサート
- コモレビホール　「大越陽ミュージカルライブ」
- エルズ・ミュージカル クリスマスコンサート「Christmas Special Night」
- No Marmaid ミュージカルライブ

#### MC・声優
- 劇団飛行船　NHKアニメ「忍たま乱太郎」（MC・歌のお姉さん）
- 劇団飛行船　エポック社「シルバニアファミリ－」（MC・声優 シマリス役)
- カゴメ劇場「がんばれバイオ隊」(声優・歌  乳酸菌バイオマン役)

#### ダンス
- 日本ジャズダンス芸術協会主催 ジャズダンスフェスティバル
- 2000年へのエッセンシャルダンスin Nepsis
- ダンスフェスティバル　SETAGAYA97
- 天野陽子バレエスタジオ「くるみ割り人形」アラビアの踊り

### その他

#### 映像
- TEPCO　電力館（渋谷）「電力館トピックス」（レポーター出演）
- フジテレビ 「メントレG」再現VTR（ダンサー役）

#### ポスター
- テーマパーク「ナムコ・ナンジャタウン」ポスター・パンフレットモデル